# کمیته المپیک برزیل
کمیته المپیک برزیل (پرتغالی: Comitê Olímpico do Brasil) یک سازمان ورزشی است که نماینده کشور برزیل در کمیته بین‌المللی المپیک می‌باشد.
این سازمان که در سال ۱۹۱۴ تأسیس شده مسئول آماده‌سازی و اعزام ورزشکاران به بازی‌های المپیک، بازی‌های المپیک جوانان و بازی‌های پان امریکن است.